# Seramiasht FC
Seramiasht FC är en fotbollsklubb från Afghanistan som grundades 1995 och spelar i Kabul Premier League.